# Adolf Gorus
Adolf Gorus (12. září 1931 – 23. prosince 2009) byl český silniční motocyklový závodník.

## Závodní kariéra
V místrovství Československa startoval v letech 1959-1968. V celkové klasifikaci skončil nejlépe na třetím místě ve třídě do 250 cm³ v roce 1966. V roce 1966 při závodě 300 zatáček Gustava Havla zvítězil ve třídě do 250 cm³.

## Úspěchy
- Mistrovství Československa silničních motocyklů
  - 1959 do 250 cm³ - 5. místo
  - 1960 do 250 cm³ -
  - 1961 do 250 cm³ - 4. místo
  - 1961 do 350 cm³ -
  - 1962 do 250 cm³ - 7. místo
  - 1963 do 250 cm³ - 14. místo
  - 1964 do 250 cm³ - 11. místo
  - 1965 do 250 cm³ - 5. místo
  - 1966 do 250 cm³ - 3. místo
  - 1967 do 250 cm³ - 5. místo

- 300 ZGH
  - 1966 1. místo do 250 cm³